# Lactobacillus iners
Lactobacillus iners es una especie del género Lactobacillus. Es una bacteria Gram-positiva, catalasa-negativa y anaerobia facultativa, con forma de bastón.
Lactobacillus iners es un habitante normal del tracto reproductivo inferior en mujeres sanas, junto con Lactobacillus crispatus, Lactobacillus jensenii y Lactobacillus gasseri.

## Genoma
Se han secuenciado los genomas de al menos 15 cepas, los cuales codifican entre 1 152 y 1 506 proteínas. Por lo tanto, esta especie tiene uno de los genomas de Lactobacillus más pequeños en comparación con otras especies, como L. crispatus, que normalmente codifica más del doble de proteínas.

## Contribución a la salud y las enfermedades vaginales
L. iners no sólo está comúnmente presente en la vagina sana, sino que con bastante frecuencia se recupera en números elevados en la vaginosis bacteriana. Cada vez hay más pruebas de que L. iners es una especie transitoria que coloniza después de que se altere el entorno vaginal y ofrece, en general, menos protección contra la disbiosis vaginal y, posteriormente, provoca vaginosis bacteriana, infecciones de transmisión sexual y resultados adversos en el embarazo. Por consiguiente, en determinadas condiciones, L. iners es un auténtico organismo simbiótico vaginal, pero también parece ser un patógeno oportunista.